# Округ Винебејго (Висконсин)
Винебејго (енгл. Winnebago County) је округ у америчкој савезној држави Висконсин.

## Демографија
По попису из 2010. године број становника је 166.994, што је 10.231 (6,5%) становника више него 2000. године.
| Група             | 2000.           | 2010.           |
| Белци             | 147.160 (93,9%) | 151.509 (90,7%) |
| Афроамериканци    | 1.756 (1,1%)    | 2.975 (1,8%)    |
| Азијати           | 2.892 (1,8%)    | 3.822 (2,3%)    |
| Хиспаноамериканци | 3.065 (2,0%)    | 5.784 (3,5%)    |
| Укупно            | 156.763         | 166.994         |